# Jubileu de 2025
O Jubileu de 2025 é um jubileu da Igreja Católica que será celebrado durante o ano de 2025. Ele se iniciou na véspera de Natal (24 de dezembro) de 2024 e continuará até a Epifania (6 de janeiro) de 2026. A bula papal que o convocou é intitulada "Spes non confusat" (em português: "A esperança não decepciona"). Este jubileu foi anunciado pelo Papa João Paulo II em um discurso no final do Grande Jubileu de 2000.
Ele foi precedido pelo Jubileu Extraordinário da Misericórdia (2015-2016). Será sucedido pelo Jubileu Extraordinário Guadalupano (2031) e pelo Jubileu Extraordinário da Redenção (2033).

## Preparação
No encerramento do Grande Jubileu de 2000, o Papa João Paulo II dirigiu-se às crianças do mundo, salientando que as crianças e os jovens daquela época seriam "os protagonistas do próximo Jubileu em 2025".
Em 26 de dezembro de 2021, o Papa Francisco confiou ao Pontifício Conselho para a Promoção da Nova Evangelização a tarefa de preparar o Jubileu, por considerá-lo fundamental para o fortalecimento do catolicismo.
Em 3 de janeiro de 2022, em uma reunião realizada em Roma, foi determinado que o lema do evento seria "Peregrinos da Esperança". Em 22 de fevereiro, o Pontifício Conselho para a Promoção da Nova Evangelização convocou um concurso para criar o logotipo oficial do Jubileu de 2025, com o principal objetivo de que os participantes baseassem suas inscrições no lema. O Pontifício Conselho escolheria o design que melhor comunicasse a mensagem. O concurso ficou aberto até 20 de maio, e no final de junho de 2022, o logotipo oficial foi apresentado.
A publicação da bula papal sobre a convocação do Jubileu, denominada Spes non confusat, ocorreu em 9 de maio de 2024, coincidindo com a Solenidade da Ascensão. Ela explicita as indicações necessárias para a celebração do Jubileu, na qual foram destacados vários pontos, entre os quais se destacam os seguintes:
- Uma palavra de esperança
- Um caminho de esperança
- Sinais de esperança
- Apelos à esperança
- Ancorados na esperança[11]

Em 28 de outubro, o Vaticano lançou uma mascote de desenho animado chamada "Luce" (palavra italiana para "luz") para o Jubileu de 2025, com a intenção de atrair o público mais jovem.
Por coincidir com os 1700 anos do Primeiro Concílio de Niceia, o Dicastério para a Promoção da Unidade dos Cristãos publicou uma nota que abre a possibilidades de cristãos de outras denominações participarem das atividades católicas durante o Ano Jubilar. Em um gesto ecumênico, o pontífice ressaltou na bula de convocação o aniversário deste acontecimento marcante para o cristianismo e expressou seu desejo de unir em uma única data as páscoas católica e ortodoxa.

## Eventos

### Portas Santas
A abertura e o encerramento das Portas Santas das quatro principais basílicas maiores em Roma assinalam o início e o fim do jubileu:
| Basílica                         | Abertura               | Fechamento             | Imagem |
| -------------------------------- | ---------------------- | ---------------------- | ------ |
| Basílica de São Pedro            | 24 de dezembro de 2024 | 6 de janeiro de 2026   |        |
| Basílica de São João de Latrão   | 29 de dezembro de 2024 | 28 de dezembro de 2025 |        |
| Basílica de Santa Maria Maior    | 1 de janeiro de 2025   | 28 de dezembro de 2025 |        |
| Basílica de São Paulo Extramuros | 5 de janeiro 2025      | 28 de dezembro de 2025 |        |

O jubileu começou na véspera de Natal (24 de dezembro) de 2024, com o Papa Francisco batendo na Porta Santa da Basílica de São Pedro em sua cadeira de rodas. A porta foi aberta e o pontífice passou pela porta quando a missa de véspera de Natal da basílica começou.
Uma quinta porta, localizada na prisão romana em Rebibbia, foi aberta em 26 de dezembro de 2024. O ato pretende servir como um símbolo "convidando todos os prisioneiros a olhar para o futuro com esperança e um renovado senso de confiança". Esta foi a primeira vez que uma porta santa foi aberta em uma prisão para marcar o início de um jubileu.